# Distrito de Kendrapara
Kendrapara (en oriya: କେନ୍ଦ୍ରାପଡ଼ା ଜିଲା) es un distrito de la India en el estado de Orissa. Código ISO: IN.OR.KP.
Comprende una superficie de 2546 km².
El centro administrativo es la ciudad de Kendrapara.

## Demografía
Según censo 2011 contaba con una población total de 1439891 habitantes, de los cuales 722 196 eran mujeres y 717 695 varones.